# Trattenete il respiro
Trattenete il respiro (Hare-Breadth Hurry) è un film del 1963 diretto da Friz Freleng. È un cortometraggio animato della serie Looney Tunes, prodotto dalla Warner Bros. e uscito negli Stati Uniti il 8 giugno 1963. Si tratta di un altro dei corti di Willy il Coyote e Beep Beep, ma con Bugs Bunny nel ruolo del pennuto.
In Italia fu ridoppiato con il titolo Un coniglio di fretta.

## Trama
Willy sta di nuovo dando la caccia alla sua starnazzante preda per le strade del deserto, ma poco dopo viene rivelato che a essere inseguito è Bugs Bunny, il quale spiega che Beep Beep si è slogato la caviglia quindi lo sostituirà grazie all'ausilio di pallottole di vitamine della ACME che gli danno la sua stessa velocità. Bugs però si ritrova a secco di vitamine e decide allora di ricorrere ai suoi classici metodi per sbarazzarsi del nemico: traccia una linea con un gessetto e impone a Willy di non oltrepassarla, poi ne traccia un'altra. Willy attraversa la prima, ma l'area tra le due righe cede sotto i suoi piedi e casca giù nel terreno.
Willy poi si apposta su un appiglio con una canna da pesca con una carota come esca, ma quando qualcosa abbocca si rivela essere un gigantesco pesce che lo inghiotte.
Quindi, Willy tenta di raggiungere Bugs dall'altra parte di un burrone con una catapulta fai da te, ma fallisce e si schianta addosso alla roccia contropeso e il fucile che imbracciava lo colpisce.
Poi, Willy si apposta dietro una curva col fucile, ma quando spara, scopre che Bugs ha piazzato davanti alla canna un sistema di tubi che rimanda lo sparo al mittente.
Willy lascia poi un bersaglio davanti a una carota e quando Bugs giunge a mangiarla, posizionandosi sopra il bersaglio, Willy rilascia un'incudine su di lui, ma Bugs gli arriva alle spalle e piazza il bersaglio sulla sua testa e l'incudine gli cade addosso. Inoltre, il peso lo fa cadere dal suo appiglio e dritto in strada, dove è poi travolto da un camion.
Quando Bugs lo rincontra, Willy è intento a raggiungerlo facendosi sparare da un cannone, ma finisce con l'essere sparato a terra quando il cannone si inclina.
Infine è lo stesso Bugs a piazzare una trappola, coprendo la strada di colla. Willy non fa in tempo a frenare e, per la spinta dato il brusco stop, il suo corpo si estende fino ad una distante cabina telefonica. Bugs risponde poi alla chiamata e passa la cornetta a Willy che, mollando la presa, sbalza indietro con tale forza che il cemento a cui è incollato salta via con cui e lo schiaccia contro una parete di un burrone. Ancora aggrappato alla cornetta, Willy rimane sospeso sul dirupo ma Bugs risponde alla chiamata spacciandosi per la compagnia telefonica pronta a tagliare (letteralmente) le comunicazioni, facendolo precipitare.

## Distribuzione

### Edizione italiana
Esistono due doppiaggi italiani per il corto: il primo fu doppiato in italiano e con il primo titolo Trattenete il respiro, fu poi ridoppiato negli anni duemila, venendo per l'occasione rinominato Un coniglio di fretta. Da allora in poi sono sempre stati usati solo il ridoppiaggio e il nuovo titolo.